# Perdões
Perdões est une municipalité brésilienne de l'État du Minas Gerais et la microrégion de Campo Belo.